# Panaeolus olivaceus
Panaeolus olivaceus es una especie de hongo enteógeno del orden Agaricales que habita en América del Norte y el Reino Unido. Fue descrito por Møller en 1945.